# Cenchrus biflorus
A Cenchrus biflorus az egyszikűek (Liliopsida) osztályának perjevirágúak (Poales) rendjébe, ezen belül a perjefélék (Poaceae) családjába tartozó faj.

## Előfordulása
A Cenchrus biflorus előfordulási területe Afrika és Ázsia. Afrikában a Szahara alatti Száhil övben, míg Ázsiában az indiai Rádzsasztán és Marwar régiókban található meg.

## Megjelenése
Évelő növény, melynek a termőszára élőhelytől függően 4-90 centiméter magas. Egy-egy virágzatban 1-3 darab, 3,6-6 milliméter hosszú tüskés magház lesz. A magházak tüskéi beleakadnak az állatok szőrzetébe, tollazatába és szétszórják a magokat. Néha a bőrbe is beszúródik.

## Felhasználása
Az emberek mindkét kontinensen kenyérfélét készítenek belőle.

## Képek

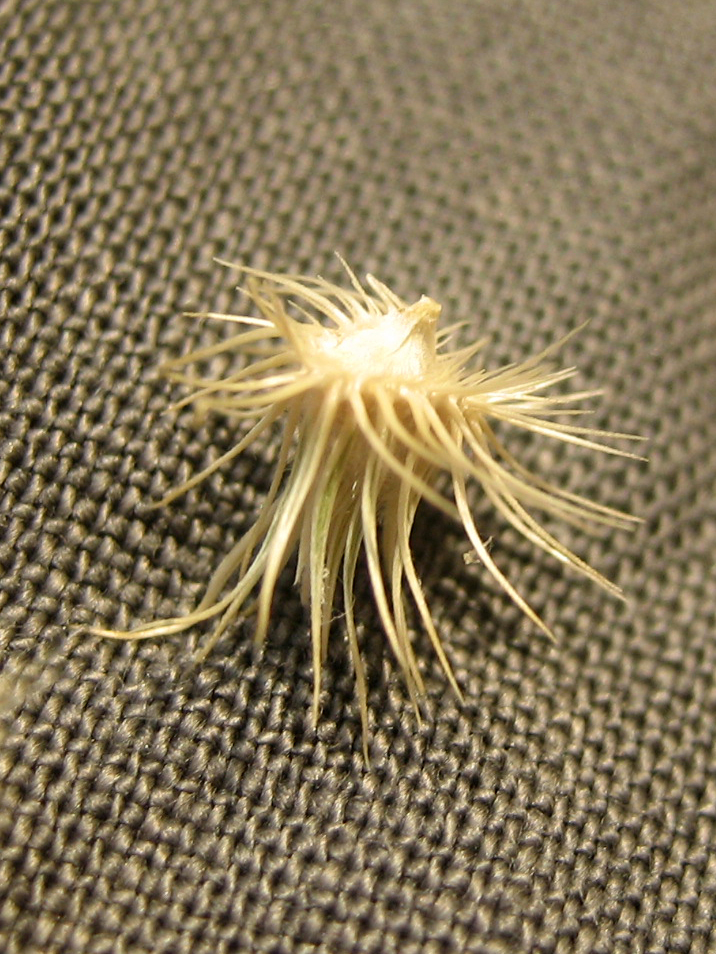
A tüskés
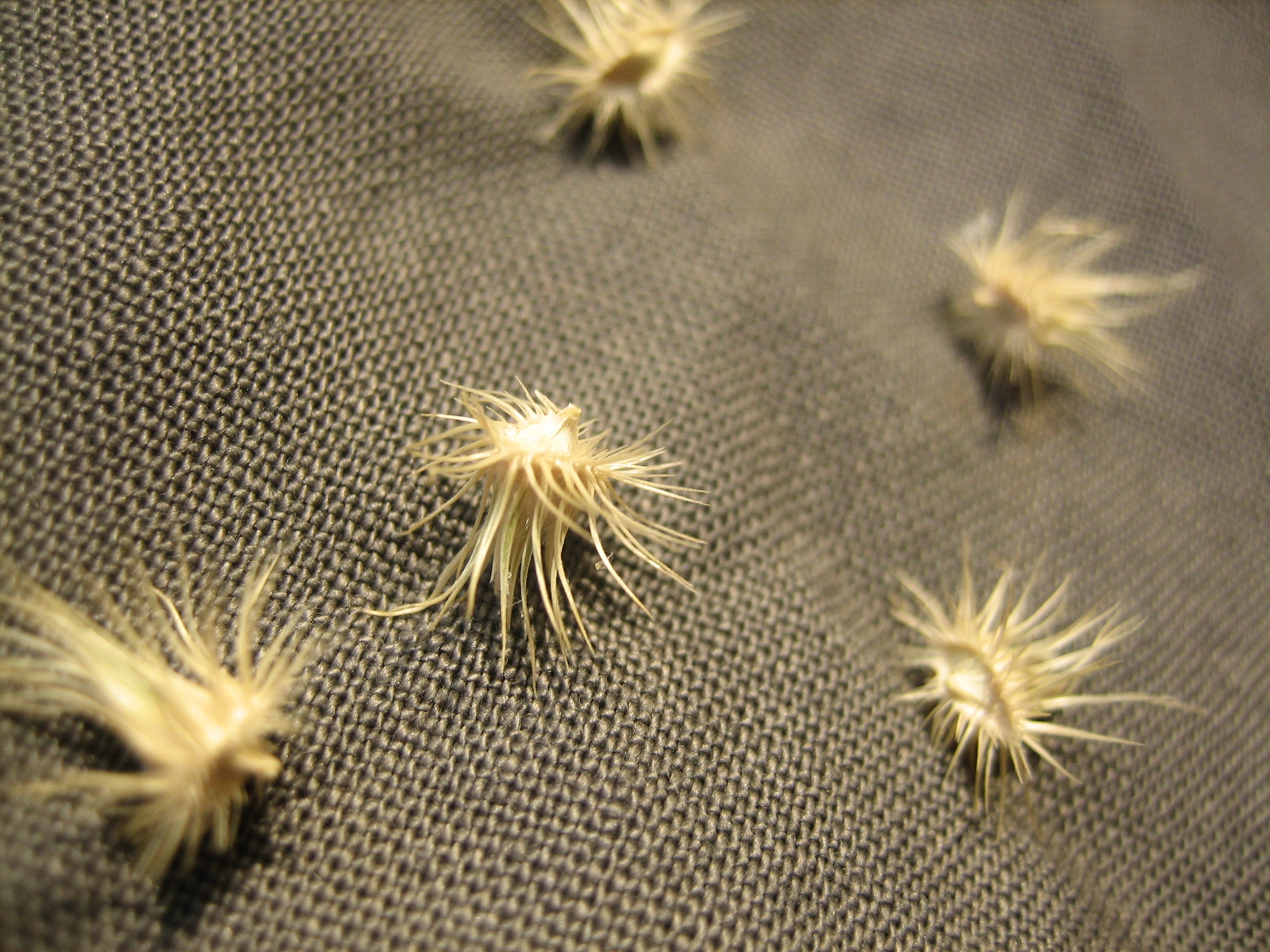
magházai

## Fordítás
- Ez a szócikk részben vagy egészben  a   Cenchrus biflorus című angol Wikipédia-szócikk ezen változatának fordításán alapul.  Az eredeti cikk szerkesztőit annak laptörténete sorolja fel. Ez a jelzés csupán a megfogalmazás eredetét és a szerzői jogokat jelzi, nem szolgál a cikkben szereplő információk forrásmegjelöléseként.